# Peter Hamman
Johann Peter Hamman (* 1624; † vor dem 26. September 1692) war ein deutscher Schreiner, Zeichner und Kartograf. Berühmt wurde er durch die bildliche Dokumentation der Zerstörung der Stadt Worms im Pfälzischen Erbfolgekrieg 1689.

## Persönliches
Peter Hamman war lutherischer Konfession. Vor 1657 heiratete er in Worms Anna Margaretha. Sie hatten zwei Kinder:
- Der Sohn, Johann Friedrich, wurde um 1655 geboren.[5] Er arbeitete in den 1690er Jahren bis zu dessen Tod als Assistent seines Vaters auch an dessen Zeichnungen mit. Nach dessen Tod wurde er Grenadier-Leutnant im kurpfälzischen Militär.[6]
- Die Tochter, Maria Catharina, wurde 1658 geboren. Sie heiratete am 3. Mai 1681 den römisch-katholischen Zunftgenossen, Schreinermeister Johann Stephan Weidner († 18. Dezember 1713).[7] Maria Catharina starb am 4. März 1727 in Worms.[8]

Peter Hamman war bis zur Zerstörung der Stadt 1689 ein relativ wohlhabender Mann. Er besaß mindestens drei Häuser in der Stadt.
Nach der Katastrophe floh Peter Hamman zunächst nach Freinsheim, dann nach Frankfurt am Main.

## Berufliches
Ab 1663 wird Peter Hamman als „Schreinermeister“ bezeichnet. Er ist Mitglied der Zunft der Zimmerleute der Reichsstadt Worms. Gleichzeitig ist er auch „Baumeister“, ein Ehrenamt der Wormser Stadtverwaltung, mit dem Aufgaben des öffentlichen Bauens, Gutachtertätigkeiten und der Bauaufsicht verbunden waren.
Nach der Katastrophe von 1689 zeichnete Peter Hamman im Frühjahr 1690 Pläne der Stadt Worms sowohl im Zustand vor als auch nach der Zerstörung. Der (ebenfalls nach Frankfurt) geflohene Rat der Stadt Worms gab im dafür 18 Gulden. Die Zeichnungen sollten seitens des Rates eingesetzt werden, um von Frankreich Entschädigung für die Stadtzerstörung zu erhalten.

## Künstlerisches Werk

Bischofshof in Worms im Zustand vor 1689, Zeichnung von Peter Hamman

Peter Hamman hinterließ eine Anzahl Zeichnungen, Pläne und Ansichten: Gesamtansichten von Worms, Bauwerken und Szenen aus der Stadt. Die Werke befinden sich heute überwiegend im Stadtarchiv Worms (15 Blätter) und in der British Library (11 Blätter) in London. Älteste erhaltene Zeichnung von ihm ist ein Bildplan von Gernsheim aus dem Jahr 1675.
Die Wormser Blätter waren fast 150 Jahre lang unbekannt und befanden sich in Privatbesitz. Erst bei einer Auktion 1836 konnte sie der Wormser Bürgermeister Peter Joseph Valckenberg ersteigern. Im folgenden Jahr erstellte Friedrich Wilhelm Schoen daraus eine Mappe mit dem Druck einiger der Blätter. Wiederum ein Jahr später verkaufte Wilhelm Valckenberg nach dem Tod seines Vaters die Zeichnungen an die Stadt Worms.
Die Londoner Blätter stammen aus der ersten Jahreshälfte 1692 und sind eine Gemeinschaftsarbeit von Peter und seinem Sohn Johann Friedrich Hamman. Wie sie in die British Library gelangten, ist ungeklärt.

## Ehrungen
Nach Peter Hamman ist die Hammanstraße in Worms benannt.